# Адольфо Сумельсу
Адольфо Сумельсу (ісп. Adolfo Zumelzú, 5 січня 1902, Буенос-Айрес — 29 березня 1973, Буенос-Айрес) — аргентинський футболіст, що грав на позиції півзахисника.
Виступав, зокрема, за клуби «Спортіво Палермо» та «Тігре», а також національну збірну Аргентини. У складі останньої двічі ставав чемпіоном Південної Америки, а 1930 року був учасником першого чемпіонату світу.

## Клубна кар'єра
Починав футбольну кар'єру виступами за команду клубу «Сан-Ісідро». 
1925 року грав за «Расинг» (Авельянеда). 1927 року уклав контракт з клубом «Спортіво Палермо», у складі якого провів найпродуктивніші чотири роки своєї кар'єри гравця. Саме з цього клубу викликався до національної збірної Аргентини.
1931 року перейшов до клубу «Тігре», того ж року завершив кар'єру футболіста.
Помер 29 березня 1973 року на 72-му році життя у Буенос-Айресі.

## Виступи за збірну
1927 року дебютував в офіційних матчах у складі національної збірної Аргентини. Протягом кар'єри у національній команді, яка тривала 4 роки, провів у формі головної команди країни 13 матчів, забивши 3 голи.
У складі збірної був учасником чемпіонату Південної Америки 1927 року у Перу та домашнього чемпіонату Південної Америки 1929 року. Обидві ці континентальні першості аргентинці виграли, а Сумельсу відіграв у двох з трьох ігор на турнірі 1927 року та провів на полі усі три гри аргентинців на чемпіонаті 1929 року.
1930 року був учасником першого чемпіонату світу, що проходив в Уругваї, де Аргентина здобула «срібло», лише у фіналі поступившись господарям турніру. На світовій першості взяв участь лише в одній грі, проти збірної Мексики, у ворота якої забив два голи (загальний рахунок 6:3 на користь аргентинців).

## Титули і досягнення
- Срібний олімпійський призер: 1928
- Віце-чемпіон світу: 1930
- Чемпіон Південної Америки: 1927, 1929